# Magí Colet i Mateu
Magí Colet i Mateu (Vila-rodona, 30 d'octubre de 1909 - Sabadell, 25 de desembre de 1978) fou un pedagog i metal·lúrgic català.

## Biografia
Colet va fer els estudis primaris a Vila-rodona, però de molt jove es traslladà amb la família a Sant Just Desvern, on començà a treballar en el ram de la metal·lúrgia i va arribar a ser un bon torner. Va ser, de més, un lector apassionat i un bon estudiós de la història de Catalunya. Amb Daniel Cardona va fundar el partit Nosaltres Sols! i més endavant milità a Estat Català. Durant la República va formar part del departament d'Ordre Públic de la Generalitat de Catalunya, on coincidí amb Josep Tramunt, amb qui anys més tard es retrobarien "desterrats" a Sabadell.
El 1939 es va haver d'exiliar a França i passà per diversos camps de concentració. Des de França, Colet s'incorporà a la Resistència Francesa contra els nazis i va participar en l'acció contra el franquisme amb l'ocupació de la Vall d'Aran el 1944. Quan va tornar el 1946 es va establir a Sabadell, on va compaginar la feina de responsable d'un magatzem de material elèctric, al carrer de la Borriana, amb l'ensenyament del català. Va ser un dels fundadors del Front Nacional de Catalunya i d'Òmnium Cultural i un lluitador per la democràcia i les llibertats del nostre país.
El 30 d'octubre de 1985 Sabadell li dedicà un carrer al barri de la Creu de Barberà.